# Espejón
Espejón es un municipio y localidad española de la provincia de Soria, en la comunidad autónoma de Castilla y León. El término municipal, ubicado en el partido judicial de El Burgo de Osma y la comarca de Tierras del Burgo, tiene una población de 128 habitantes (INE 2024).

## Etimología
Se cree que el nombre de Espejón ha derivado en tal denominación a partir de las palabras latinas specula y speculum, que podrían traducirse como torre o atalaya. Queda claro con esto la función que tenían tanto Espejón como localidades próximas a él. Tal es el caso de Espeja de San Marcelino o también el de Zayas de Báscones, Zayas de Torre (zai, raíz de guarda en vascuence) o Muñecas (muino, cima en vascuence).
Los pueblos de la zona podrían haber desempeñado una función defensiva en favor de la ciudad romana de Clunia, situada al oeste de estas, frente a los arévacos y pelendones por el norte.

## Geografía
El mejor trayecto para acceder a Espejón desde Soria o Burgos es a través de la N-234 (Sagunto-Burgos) y tomando la BU-P-5212 situada entre los pueblos de La Gallega y Hontoria del Pinar. Desde Madrid, siguiendo la A-1 hasta Aranda de Duero, tomando la CL-111 hasta Huerta de Rey y por último la BU-V-9421 hasta el cruce a Espejón. Desde el punto de vista jerárquico de la Iglesia católica forma parte de la diócesis de Osma la cual, a su vez, pertenece a la archidiócesis de Burgos.

## Historia
La zona en la que actualmente se ubica Espejón podría haber albergado núcleos poblados desde hace más de 6000 años, según describe J. M. Celorrio Romano, basándose en la obtención de hachas de piedra del periodo Neolítico y las condiciones del medio: corrientes fluviales, bosques, cuevas naturales, mamíferos para la caza y varios puntos elevados del terreno en la zona.

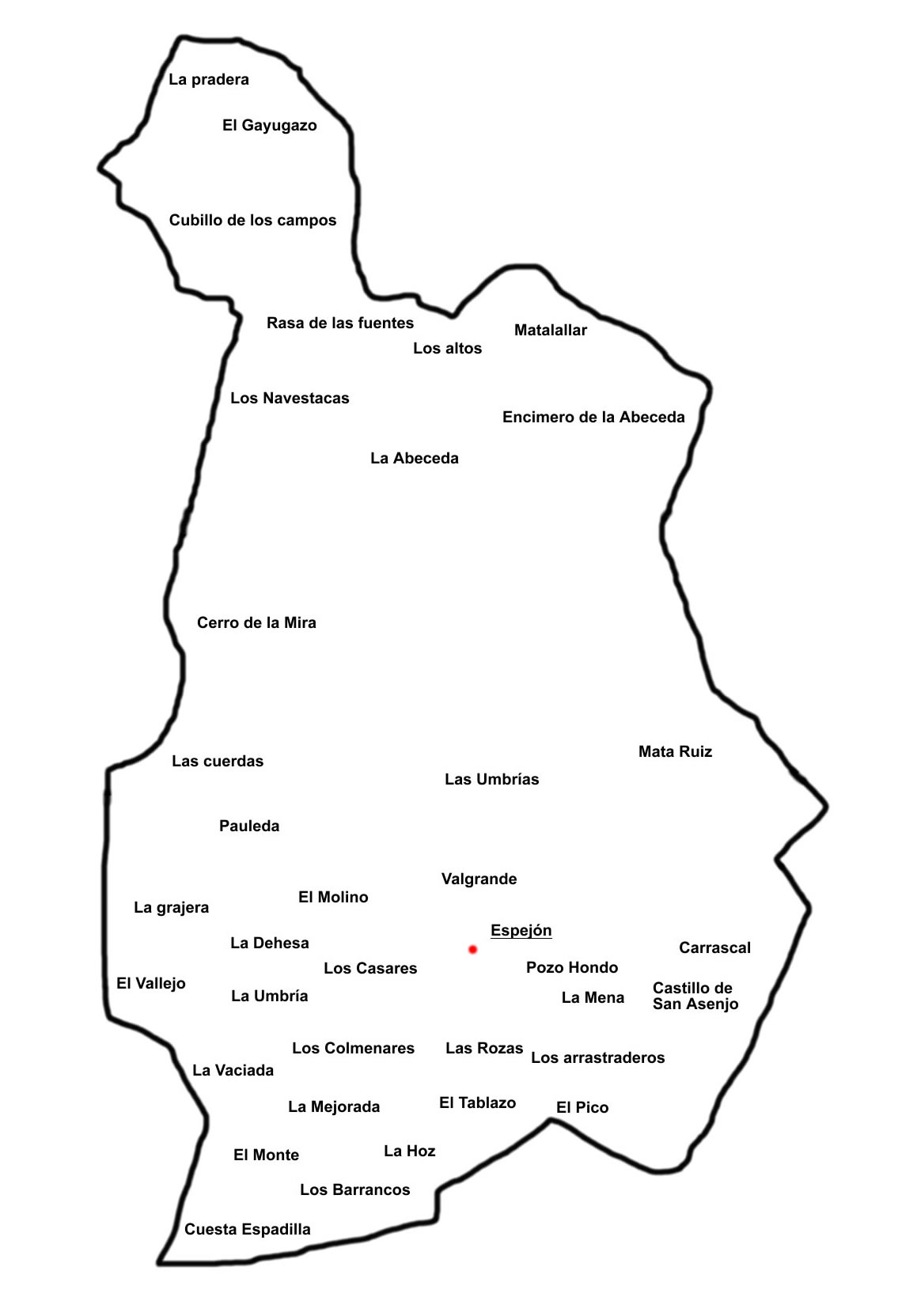
Zonas del municipio.

En esta época, apenas se llevarían a cabo pequeñas actividades agrícolas por las condiciones climatológicas de frío y el terreno poco propicio para ello. Posteriormente, poco antes de la llegada de los romanos a la península ibérica, fueron los arévacos los pobladores más probables. Sin embargo, el territorio de Espejón estaría en “zona de nadie”, pues los arévacos ocupaban el suroeste de la provincia de Soria mientras que los pelendones, más adaptados a vivir en castros, se establecieron en el norte de la provincia, en los actuales municipios de Covaleda, Salduero, Navaleno y San Leonardo de Yagüe, citando alguno de los más próximos a Espejón.
Por tanto, siendo un límite entre poblaciones rivales, es posible que se produjeran saqueos y conflictos que evitarían un desarrollo cultural constante. Finalmente, los arévacos, más avanzados que sus vecinos del norte, acabaron dominando el territorio.
Más tarde, en torno a los siglos II a. C. y el siglo V, la ocupación romana es evidente en la zona. Hay restos de una atalaya en la cima conocida como El Castillo, que habría servido como vigía o defensa de la ciudad de Clunia. También se han encontrado monedas imperiales en otro pueblos del entorno como Guijosa o Fuencaliente e incluso capiteles romanos en el limítrofe pueblo de Espeja de San Marcelino.
A partir del siglo V, con la llegada de los visigodos a la meseta, en Espejón también hubo presencia de algún pequeño núcleo de este pueblo germánico, como en gran parte de la península. Existe en el pueblo una necrópolis posiblemente vinculada a la cultura visigoda. A esto se une la tradición de nombres propios o de patronímicos de origen visigodo. Ya en pleno siglo VIII, con la penetración de los árabes en territorio ibérico, su presencia se hizo notar, pero en menor medida que en otras zonas. A pesar de contar ya con más datos históricos en estos años, no se han encontrado vestigios de presencia constante en el territorio. Las causas de que no se hayan encontrado restos materiales árabes podrían ser diversas, desde la climatología poco agradable para establecerse en el lugar, a la escasez de recursos humanos durante este siglo lleno de conflictos, contando también con la prácticamente nula actividad agrícola en estos terrenos en la época.
Tras la reconquista definitiva de la región noroeste de la actual provincia de Soria en el siglo XI, durante los reinados de Fernando I y Alfonso VI, se intentarán repoblar estos lugares con gente proveniente sobre todo del oeste, de otras partes de la Corona de Castilla.
Es en estos años posteriores cuando el pueblo se asenta definitivamente en su ubicación actual. De hecho, la construcción primaria de la iglesia parece estar en torno a los siglos X u XI, aunque ya había otras construcciones religiosas anteriores (Casa del Santo) de las que se han encontrado restos y realizado estudios. Una vez terminado el conflicto directo en esta latitud de la península con los árabes y avanzando la reconquista hacia el sur, el pueblo pudo disfrutar de un aumento demográfico lento a pesar de las oleadas de Peste Negra del siglo XIV.
La historia de Espejón ha estado ligada a la de Castilla, perteneciendo al partido de Burgos, a la intendencia de Burgos a partir de 1720, a la prefectura de Burgos desde 1810 y, finalmente, tras la división de Javier de Burgos en 1833, pasa definitivamente a formar parte de la actual provincia de Soria.
En el censo de 1779, ordenado por el conde de Floridablanca, figuraba como villa del partido de Aranda en la intendencia de Burgos, con jurisdicción de realengo y bajo la autoridad del alcalde ordinario. Contaba entonces con 344 habitantes.
A la caída del Antiguo Régimen la localidad se constituye en municipio constitucional en la región de Castilla la Vieja, partido de El Burgo de Osma que en el censo de 1842 contaba con 35 hogares y 164 vecinos. La villa aparece descrita en el séptimo volumen del Diccionario geográfico-estadístico-histórico de España y sus posesiones de Ultramar de Pascual Madoz de la siguiente manera:

ESPEJON: v. con ayunt. en la prov. de Soria [12 leg.], part. jud. del Burgo de Osma [6], aud. terr. y c. g. de Burgos [12], dióc. de Osma (6). sit. en el centro de una cañada entre cerros de piedra jaspe; combatida únicamente de los vientos E. y O.: su clima es frio y las enfermedades mas comunes, fiebres intermitentes: tiene 95 casas, la de ayunt., escuela de instruccion primaria, concurrida por unos 20 alumnos, bajo la direccion de un maestro, á la vez sacristan y secretario de ayunt., dotado por el primer cargo con 300 rs. y 10 fan. de trigo; una igl. parr. de primer ascenso (La Asuncion de Ntra. Sra.) servida por un cura, cuya plaza se provee en concurso; el cementerio público se halla en mal estado: confina el térm. N. La Gallega; E. Espeja; S. La Hinojosa y O. Huerta del Rey: dentro de él se encuentra un pozo de buen agua, que provee á las necesidades del vecindario y una ermita (Ntra. Sra. de Berzales). El terreno es áspero y pedregoso, le baña un arroyuelo llamado Veceas, que brota dentro de la jurisd. en un bosque pinar del mismo nombre del arroyo; hay ademas otro pinar, un robledar y un prado de yerba de siego. caminos: los locales, en mal estado. El correo se recibe y despacha en la estafeta de Aranda de Duero. prod.: trigo puro, comun, centeno, cebada, avena, yerbas de pasto y siego, maderas de construccion y leñas de combustible; se cria ganado lanar, vacuno y cabrio; caza de liebres, conejos, perdices, venados, corzos, jabalies, ardillas, raposas y gatos monteses. ind.: la agrícola, 4 molinos harineros y el trabajo en las canteras de jaspe, al que se dedican muchos vec. cuando las labores del campo les permiten; siendo de advertir, que en Espejon no se hace mas que estraer las piedras y luego se conducen á Peñaranda de Duero, donde una compañía ha establecido una fáb. en la que, por medio de máquinas, se sierran y perfeccionan. comercio: esportacion de frutos sobrantes é importacion de los art. que faltan. pobl.: 35 vec., 164 alm. cap. imp.: 26,778 rs. 20 mrs.
(Madoz, 1849, p. 565)

## Demografía
Cuenta con una población de 128 habitantes (INE 2024).
| Gráfica de evolución demográfica de Espejón entre 1842 y 2021                                                         |
| |
| Población de derecho según los censos de población del INE. Población de hecho según los censos de población del INE. |

## Economía
Agricultura, ganadería, cantería, industria maderera, comercio y servicios, farmacia, hotel. Hasta hace unas décadas se extraía resina en los montes del norte del pueblo. Posee una amplia zona de pinar de propiedad vecinal, cuyos beneficios se reparten los habitantes del pueblo descendientes de aquellos que adquirieron el terreno.
La localidad es conocida en el sector minero por su célebre cantera de mármol, que ya estuvo explotada en época romana.El mármol rojo (jaspe) de Espejón se empleó en el Palacio Real de Madrid y el Monasterio de El Escorial, en la capilla de Palafox de la catedral de El Burgo de Osma o en el Palacio de la Granja de Segovia.

## Patrimonio
En la localidad hay una iglesia bajo la advocación de la Asunción de Nuestra Señora.

## Fiestas

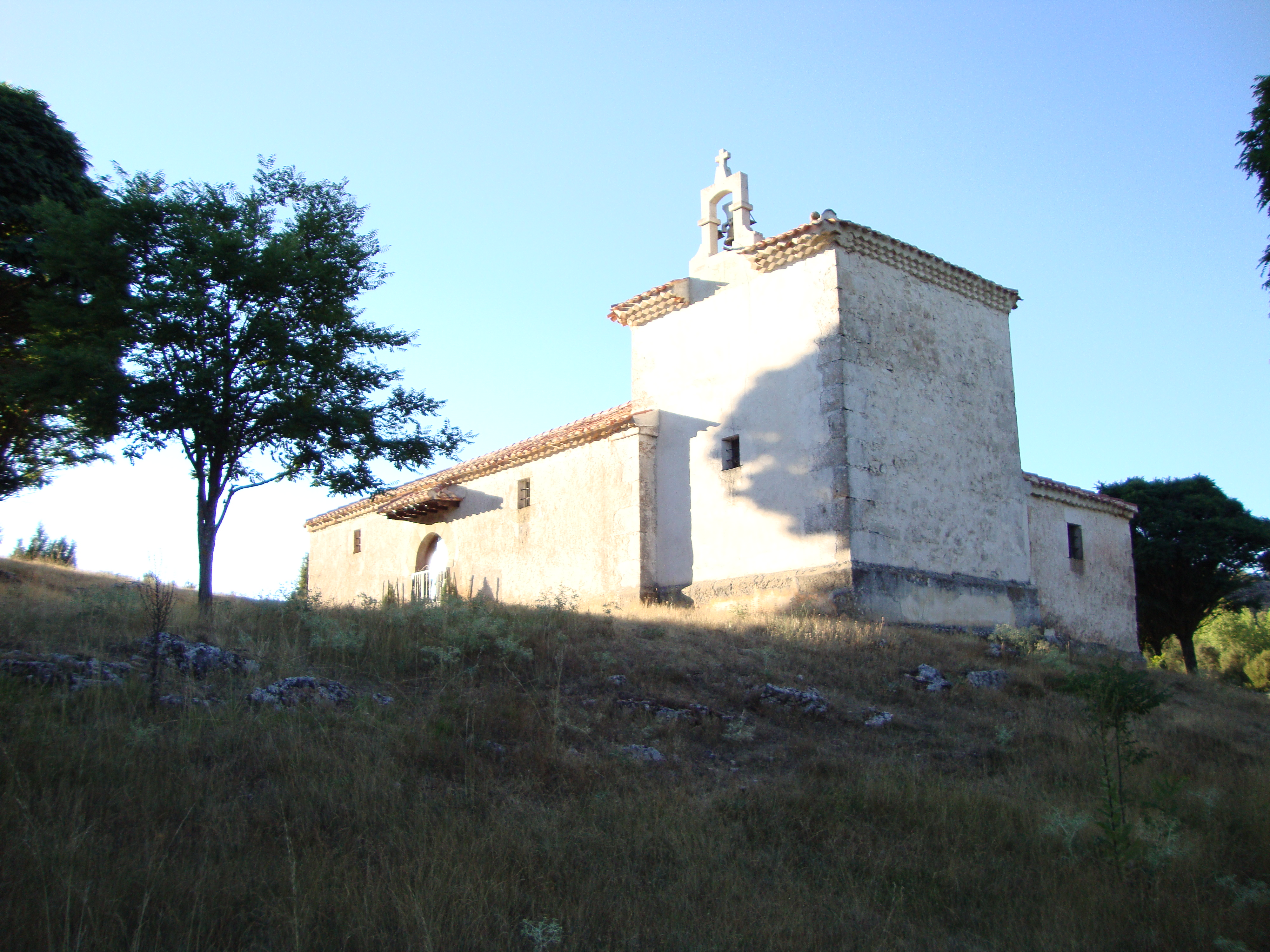
Vista de la ermita de Brezales, a 3 km de Espejón.

Desde mediados del siglo XVIII, coincidiendo con el fin de semana de Pentecostés, se celebran las fiestas patronales dedicadas a Nuestra Señora de Berezales, que toma su nombre de 'berezo', término con que los lugareños se refieren al brezo (arbusto abundante en los pinares de la zona). Destaca en estas celebraciones la popular romería a la ermita de la Virgen y su ritual comida de los mozos de la Peña el Mayo. El día se completa con la procesión de vuelta al pueblo con la imagen de la Virgen patrona de los casados, la María Stella. La toponimia menor del término municipal es la que sigue: Carrascal, Castillo de San Asenjo, cerro de la Mira, Cubillo de los Campos, cuesta Espadilla, El Gayugazo, El Molino, El Monte, El Pico, El Tablazo, El Vallejo, Encimero de la Acebeda, La Acebeda, La Dehesa, La Grajera, La Hoz, La Mejorada, La Mena, La Pradera, La Umbría, La Vaciada, Las Cuerdas, Las Rozas, Las Umbrías, Los Altos, Los Arrastraderos, Los Barrancos, Los Casares, Los Colmenares, Los Navestacas, Mata Ruiz, Matalallar, Pauleda, Pozo Hondo, Rasa de las Fuentes, Valgrande.